# 晋东南1938年战役
晋东南1938年战役，中国称为晋东南反九路围攻，是中国抗日战争中中日双方的一场战役。
1938年4月4日，日军分9路对晋东南的八路军发起进攻，历经长乐村战斗等战斗，以失败告终。

## 参战序列

### 中国军队
第二战区东路军（1938年3月2日设立）总指挥朱德、副总指挥彭德怀指挥此次作战。1938年2月，蒋介石在洛阳召开一战区与二战区联系会议，决定二战区部队不撤过黄河坚持山西抗战。蒋介石期望八路军在青纱帐起时派部队袭击津浦铁路，声援徐州会战。朱德、彭德怀研究后认为可以策应徐州会战，并向东发展，决定“派出得力支队出平汉线以东向津浦线袭扰。”为了加强对平汉铁路和津浦铁路袭扰的力量，二战区南路军总指挥卫立煌从他的部下抽调六个团交给朱德指挥，八路军把其中两个团配属给一二○师，四个团配属给一二九师由宋任穷率领深入到冀南活动。在此背景下，2月16日，阎锡山、卫立煌拟任朱德为二战区“右翼兵团总司令”；2月17日二战区在临汾附近的土门镇召开会议，决定设立西路军（阎锡山的旧晋军）、南路军（卫立煌的中央军）、东路军。3月2日正式设立第二战区东路军序列。东路军辖八路军和山西青年抗敌决死第一纵队、第三纵队外，还辖有：第三军（曾万钟）、第十七军、第四十七军（李家钰）、第九十四师（朱怀冰）、第十七师（赵寿山）、骑兵第四师、第五二九旅等部队。
反九路围攻作战参战部队是八路军一二九师、一一五师三四四旅，决死第一、第三纵队以及属于东路军序列的各国军部队。
- 八路军一一五师三四四旅
- 八路军一二九师
  - 一二九师先遣支队：司令员张贤约、政治委员张南生，抗击邢台西进的日军。
  - 一二九师游击支队：1937年12月一二九师教导团30名干部，奔赴太行山东麓的冀西地区组建的抗日武装800余人。支队长桂干生，政治委员张贻祥。活跃于正(定)太(原)、(北)平汉(口)铁路和正(定)昔(阳)公路沿线。反九路围攻时负责抗击从元氏县、赞皇县出发进攻九龙关的一个大队日军。
  - 一二九师汪支队：1937年12月，以七六九团七连为骨干，与昔阳、和顺等地游击队作编为独立支队。支队长汪乃贵，政委李定灼。
  - 一二九师独立支队：1937年11月18日成立，以晋中的抗日游击武装为基础。司令员秦基伟，政委赖际发，供给部部长/政治处主任朱效成。也称秦赖支队。下辖500多人，榆次晋华纱厂工人自卫队扩展壮大的榆次县抗日游击队为第一大队,平定县抗日游击队为第二大队,太谷人民抗日游击队为第三大队。1938年4月，发展到5000多人，抗击从榆次进攻和顺的日军2个大队。
  - 一二九师独立游击支队：1938年2月17日，以三八六旅七七一团1个连及师教导团的部分干部组建。支队长赵基梅，政委涂锡道，也称赵涂支队。
  - 第115师第5支队：由第685团第2营扩编。前身为红五团。1937年10月，营长曾国华率领二营第5、6、7、8连与一营第4连在正太线娘子关以西一线游击作战配合太原保卫战。10月下旬，随三四三旅副旅长周建平进入河北平山县开辟。11月末，以二营为基础，合编平山县地方武装，成立一一五师第五支队，支队长曾国华，副支队长龙书金，参谋长杨永德。1938年4月在昔阳县参加了反九路围攻。李宽和调任支队政委。
- 决死第一纵队
- 决死第三纵队
- 第一六九师 师长 武士敏，为陕军第二十七路军部。辖五O五旅、五O七旅,共四个团。
- 第三军（曾万钟）
- 第十七军 高桂滋
- 第四十七军（李家钰）
- 第九十四师（朱怀冰）
- 第十七师（赵寿山）
- 新编第二师 N2D（金宪章) [3]
- 骑兵第四师 师长王奇峰，驻涉县。辖2个团，马匹全部编入11团，12团改为徒步团。
- 第五二九旅

### 日军
- 第16师团：平汉铁路冀南段向西进攻，均未能翻越太行山。
  - 一个大队从元氏县、赞皇县出发进攻九龙关
  - 一部从邢台出发进攻辽县
- 第108师团：此次会战主力
  - 1个联队从阳泉、平定县南下一路攻至浊漳河畔长乐，与师团主力会合
  - 第105联队，联队长工藤镇孝中佐。从潞城县向北进攻襄垣县
  - 第117联队，联队长柏崎延二郎大佐。从屯留县向北进攻沁县、榆社县、长乐。
- 第109师团：驻晋中
  - 2个大队从榆次进攻和顺
  - 1个联队从祁县、太谷县南下进攻子洪镇
- 第20师团驻晋西南
  - 第77联队从洪洞进攻沁源

## 作战经过
此战役的大背景下是中日两方的徐州会战。
1938年2月20日日军第108师团的第104旅团（苫米地旅团）攻占长治并沿临（汾）屯（留）公路西进，威胁临汾的二战区总部。此时，八路军一一五师主力在晋西南同蒲路沿线，一二九师在正太路沿线。长治、临汾中国守备兵力空虚。东路军总指挥朱德于21日命令离日军较近的第三军曾万钟部和第四十七军李家钰部赶到屯留附近阻击日军；令一二九师主力迅速从正太铁路南下；东路军总部暂驻安泽。2月24日，八路军第115师344旅及该师第5支队（曾国华支队）奉八路军总部命令，由正太路以北晋察冀南下增援晋东南。2月28日临汾失陷。与此同时，晋西的日军几次攻击军渡、碛口等黄河渡口，试图攻入陕北。
此时，从邯郸到长治再到临汾的大道成了日军在晋东南、晋南的唯一的后方交通线。3月31日上午，八路军一二九师在河北涉县和山西东阳关之间的响堂铺伏击日军第14师团所属的两个汽车中队，在两个小时内全歼共约一百八十辆左右汽车，护车日军官兵一百七十多人，缴获迫击炮四门、各种枪数百支。参加东路军将领会议的国军师长曾万钟、李家钰、朱怀冰、赵寿山等三十多人在响堂铺战场附近的高地上实地观察这次伏击战斗。缴获的日军文件中，发现一张日军九路围攻晋东南的作战计划图。
1938年4月初开始，华北日军以很大的决心，以第108师团为主力，调集三万以上兵力对晋东南发动规模空前的九路围攻。战役主要企图是把八路军主力逼到辽县、榆社、武乡、襄垣地区加以消灭。东路军朱、彭的对策是：“以一部兵力箝制日军其他各路，集中主力相机击破其一路。”以第一二九师主力和三四四旅的六八九团向东转移到日军合击线以外的山西麻田至河北涉县一带集结待机准备捕歼一路日军；副参谋长左权去沁县指挥三四四旅主力、八路军总部特务团及决死一纵队阻击从西面临汾进攻的日军。
1938年4月11日，朱、彭意图在武乡、榆社附近围歼突入的日军第108师团第115联队。命令曾万钟的第三军、朱怀冰的第九十四师和武士敏的第一六九师参战，命令八路军一二九师主力及三四四旅一部迅速赶到参战。但部分国军没有按照朱、彭的指示行动，这次夹击计划没有实现。这路日军进抵榆社县城后，因为群众空舍清野，破坏道路，又退回武乡县城。4月15日傍晚一二九师主力及三四四旅689团强行军赶到武乡县城西北，武乡县城日军弃城沿浊漳河向南面的襄垣县城退去。刘伯承下令分左、右两个纵队迅猛追击。4月16日拂晓，左、右两路纵队超越日军并把他们夹击在武乡以东的长乐村狭窄的河谷里并被截为几段。已通过长乐村的日军回头救援，又遭到八路军顽强堵击。激战到当天黄昏，共歼灭日军柏崎联队和工藤联队及炮、骑、工、辎各一部，共二千二百余人，击毙战马五、六百匹，并缴获一部枪枝和其他军用品。八路军伤亡八百余人，第一二九师三八六旅七七二团团长叶成焕重伤牺牲。
朱怀冰的第九十四师和武士敏的第一六九师在子洪镇阻击从祁县、太谷县南下的日军第109师团1个联队。
长乐村战斗是粉碎“九路围攻”中决定意义的一战。南路日军遭受严重打击后，其他各路日军纷纷退却。在不到半个月时间内，日军九路围攻晋东南的计划便以伤亡四千人的代价而失败。至四月二十六日，八路军和东路军国军连克榆社、辽县、武乡、沁县、沁源、壶关、安泽、屯留、黎城、潞城、长子、阳城、沁水、长治、高平，晋城、涉县等17座县城。日军彻底撤出晋东南。